# Ty Burrell
Tyler Gerald Burrell (ur. 22 sierpnia 1967 w Grants Pass) – amerykański aktor teatralny, filmowy i telewizyjny.

## Życiorys
Urodził się w Grants Pass, w stanie Oregon w rodzinie pochodzenia szkockiego, niemieckiego, irlandzkiego i francuskiego jako trzecie z czworga dzieci nauczycielki Sheri Rose (z domu Hauck) i terapeuty rodzinnego Gary Gerald Burrell (1940–1989). Ma starszego brata inżyniera Johna, starszą siostrę – scenarzystkę Reagan, i młodszego brata aktora i scenarzystę Duncana. Dorastał w Ashland, w stanie Oregon. Mając 19 lat pracował jako strażak leśny.
W 2000 zadebiutował na małym ekranie rolą Paula Donatelliego w odcinku serialu Prawo i bezprawie (Law & Order). Potem zagrał niewielkie role w filmach kinowych, m.in. Helikopter w ogniu (Black Hawk Down, 2001) i W doborowym towarzystwie (In Good Company, 2004). Zwrócił na siebie uwagę wśród telewidzów jako autorytatywny Oliver Barnes, wzięty, ale i niezaprzeczalnie próżny chirurg plastyczny w sitcomie CBS Po dyżurze (Out of Practice, (2005-2006). W 2009 przyjął rolę Phila Dunphy’ego w sitcomie ABC Współczesna rodzina (Modern Family), za którą w 2014 otrzymał nagrodę Emmy.
Grał w spektaklu Makbet. W 2002 powrócił na scenę w off-broadwayowskiej inscenizacji Signature Theatre Płonące ten (Burn This) u boku Edwarda Nortona, Dallasa Robertsa i Catherine Keener. Wystąpił też na off-Broadwayu w przedstawieniach: Zakątki (Corners), Niebieski demon (The Blue Demon) i Babble ze swoim bratem Duncanem, a w 2004 w sztuce Ryszard III w roli Lorda Buckinghama z udziałem Petera Dinklage’a na scenie Joseph Papp Public Theater/ Martinson Hall i w 2006 w Show People jako Tom w Second Stage Theatre.

### Życie prywatne
18 sierpnia 2000 ożenił się z aktorką Holly Burrell. 18 marca 2010 ogłoszono, że Burrell i jego żona adoptowali córeczkę Frances. W marcu 2012 adoptowali inną dziewczynkę Gretę.

## Filmografia

### filmy fabularne
- 2001: Ewolucja (Evolution) jako Flemming
- 2001: Helikopter w ogniu (Black Hawk Down) jako Tim "Wilkie" Wilkinson
- 2002: Prawo i bezprawie (Law & Order, serial TV) jako Herman Capshaw
- 2004: W doborowym towarzystwie (In Good Company) jako Enrique Colon
- 2004: Świt żywych trupów (Dawn of the Dead) jako Steve
- 2005: Dolina iluzji (Down in the Valley) jako Szeryf
- 2006: Przyjaciele z Kasą (Friends with Money) jako Aaron 2
- 2006: Fur: An Imaginary Portrait of Diane Arbus jako Allan Arbus
- 2006: Nagrody Darin (The Darwin Awards) jako Emile Travers
- 2007: Skarb narodów: Księga tajemnic jako Connor
- 2007: Lipshitz Saves the World (TV)
- 2008: Incredible Hulk jako dr Leonard Samson
- 2009: Co w trawce piszczy? jako prof. Sorenson
- 2010: Dzień dobry TV (Morning Glory) jako Paul McVee
- 2010: Uczciwa gra jako Fred
- 2014: Pan Peabody i Sherman jako pan Hector Peabody (głos)
- 2014: Muppety: Poza prawem jako Jean Pierre Napoleon
- 2014: Między nami bliźniętami jako Rich
- 2016: Gdzie jest Dory? jako Bailey (głos)

### seriale TV
- 2000: Prawo i bezprawie (Law & Order) jako Paul Donatelli
- 2001: Prezydencki poker (The West Wing) jako Tom Starks
- 2002: Prawo i bezprawie (Law & Order: Special Victims Unit) jako Alan Messinger
- 2005-2006: Po dyżurze (Out of Practice) jako dr Oliver Barnes
- 2009-2020 Współczesna rodzina (Modern Family) jako Phil Dunphy
- 2011: Klinika dla pluszaków jako Wielki Jack (głos)
- 2015: Pingwiny z Madagaskaru jako Parker (głos)